# Tokyopop
Tokyopop (początkowo jako Mixx) – amerykańskie wydawnictwo i dystrybutor anime, mang, manhw i mang angielskojęzycznych z siedzibą Variety Building w Los Angeles, założone w 1997 roku.
Tokyopop posiada swoje oddziały w Wielkiej Brytanii i Niemczech, natomiast produkty wydawnictwa są dostępne na całym świecie.
15 kwietnia 2011 na stronie internetowej ComicsBeat ogłoszono, że 31 maja Tokyopop kończy inicjatywy wydawnicze w Ameryce Północnej. Jednakże niemiecki oddział firmy nadal publikował na rynku międzynarodowym. W 2015 roku podczas Anime Expo i San Diego Comic-Conu wydawnictwo ogłosiło, że wznowi swoją działalność wydawniczą w Ameryce Północnej w 2016 roku.